# Pyrgomorphella dicrostachyae
Pyrgomorphella dicrostachyae är en insektsart som beskrevs av Marius Descamps och Wintrebert 1966. Pyrgomorphella dicrostachyae ingår i släktet Pyrgomorphella och familjen Pyrgomorphidae. Inga underarter finns listade i Catalogue of Life.